# 区歌
区歌（くか）は、以下に挙げる日本の楽曲である。
1. 東京都の特別区が市町村歌に準じて制定する自治体歌。
2. 政令指定都市の行政区が市歌とは別にローカルで制定する歌。

区民歌（くみんか）、区の歌（くのうた）、区民の歌（くみんのうた）と呼ばれる場合もある。

## 東京都の特別区歌
現在の東京都区部には1943年（昭和18年）まで東京市が存在し、その市歌として1926年（大正15年）に「東京市歌」が制定された。この「東京市歌」は1947年（昭和22年）に「東京都歌」が制定されて以降も準都歌的な扱いで存続して現在に至っている。
1943年7月1日の東京都制施行に伴い東京市の35行政区は個々の特別区となり、1947年に現在の23区体制が確立されて以降、各特別区は市町村に準じて区歌を制定するようになった。板橋区が1982年（昭和57年）に発表した区制50周年記念歌「愛するふるさと」および墨田区が1900年（明治33年）発表の既存曲を追認する形で1990年（平成2年）に指定した瀧廉太郎作曲の「花」は厳密には区歌でなく愛唱歌とされるが内外で事実上の区歌とみなされており、これらを含めると2015年（平成27年）現在は江東区を除く22区において区歌ないし愛唱歌が存在する。このうち、中野区は1950年（昭和25年）制定の初代区歌を廃止して2015年（平成27年）3月に2代目の区歌を制定した。また、大田区は2017年（平成29年）の合併70周年を記念して現行の区歌とは別にイメージソングを作成した。

### 特別区歌・愛唱歌の一覧
| 特別区   | 曲名                          | 制定・発表     | リンク                                          | リンク                                          | 備考                                                  |
| -------- | ----------------------------- | -------------- | ----------------------------------------------- | ----------------------------------------------- | ----------------------------------------------------- |
| 千代田区 | 千代田区歌                    | 1957年3月15日  | 千代田区歌                                      | MP3                                             | 著作権保護期間満了                                    |
| 中央区   | わがまち                      | 1987年3月15日  | 区歌                                            | RealMedia                                       |                                                       |
| 港区     | 港区歌                        | 1949年7月30日  | 区歌                                            | 区歌                                            | 1997年に歌詞を一部改訂                                |
| 新宿区   | 大新宿区の歌                  | 1949年3月15日  | 大新宿区の歌                                    | MP3                                             |                                                       |
| 文京区   | 文京区歌                      | 1951年3月1日   | 文京区歌                                        | MP3                                             | 歌詞は著作権保護期間満了                              |
| 台東区   | 台東区の歌                    | 1964年10月1日  | 台東区の歌                                      | MP3                                             |                                                       |
| 墨田区   | 花                            | 1990年3月      | 区のシンボル                                    | 区のシンボル                                    | 区民愛唱歌。著作権保護期間満了                        |
| 江東区   | （未制定）                    | －             |                                                 |                                                 |                                                       |
| 品川区   | 品川区民の歌                  | 1978年9月12日  | 品川区民の歌                                    | 品川区民の歌                                    |                                                       |
| 目黒区   | めぐろ・みんなの歌            | 1980年9月20日  | 目黒区のうた                                    | 目黒区のうた                                    | 歌は藤山一郎と織井茂子                                |
| 目黒区   | 目黒音頭                      | 昭和9年5月30日 |                                                 |                                                 | 新目黒音頭制定の46年前に、PR盤にて発表 歌は東海林太郎 |
| 目黒区   | 新目黒音頭                    | 1980年9月20日  | 目黒区のうた                                    | 目黒区のうた                                    | 歌は大川栄策                                          |
| 大田区   | 大田区歌                      | 1954年         | 大田区歌                                        | 大田区歌                                        | 旋律は著作権保護期間満了                              |
| 大田区   | 笑顔、このまちから            | 2016年4月26日  | YouTube                                         | YouTube                                         |                                                       |
| 世田谷区 | 緑と風と翼                    | 1981年8月1日   | -世田谷区の歌- 緑と風と翼                       | -世田谷区の歌- 緑と風と翼                       |                                                       |
| 世田谷区 | おーい せたがや               | 2005年10月29日 | 21世紀せたがやのうた「おーい せたがや」         | MP3                                             |                                                       |
| 渋谷区   | 渋谷・愛の街                  | 1978年11月1日  | 区の歌                                          | 区の歌                                          | 歌はペギー葉山                                        |
| 中野区   | 未来カレンダー Forever Nakano | 2015年3月13日  | 新しい中野区歌「未来カレンダー Forever Nakano」 | 新しい中野区歌「未来カレンダー Forever Nakano」 | 2代目                                                 |
| 杉並区   | 杉並区歌                      | 1982年8月      | 杉並区歌・杉並音頭                              | MP3                                             |                                                       |
| 豊島区   | 豊島区歌                      | 1961年9月29日  | 豊島区歌                                        | 豊島区歌                                        |                                                       |
| 豊島区   | としま未来へ                  | 2003年4月1日   | 豊島区民の歌「としま未来へ」                    | MP3                                             | 区制70周年記念歌                                      |
| 北区     | 北区のうた                    | 1990年1月28日  | 北区のうた                                      | MP3                                             |                                                       |
| 荒川区   | 荒川区歌                      | 1950年10月1日  | 荒川区歌                                        | 荒川区歌                                        |                                                       |
| 荒川区   | あらかわ〜そして未来へ        | 1982年10月1日  | 区民のうた「あらかわ〜そして未来へ」            | RealAudio                                       | 区制50周年記念歌                                      |
| 板橋区   | 愛するふるさと                | 1982年         | 板橋区の愛唱歌「愛するふるさと」                | 板橋区の愛唱歌「愛するふるさと」                | 区制50周年記念歌                                      |
| 練馬区   | わが街・練馬                  | 1989年10月8日  | 区の歌                                          | 区の歌                                          |                                                       |
| 足立区   | わがまち足立                  | 1982年         | 足立区の歌「わがまち足立」のご紹介              | 足立区の歌「わがまち足立」のご紹介              | 区制50周年記念歌                                      |
| 葛飾区   | 葛飾区歌                      | 1951年3月31日  | 葛飾区歌                                        | 葛飾区歌                                        |                                                       |
| 江戸川区 | 江戸川区歌                    | 1965年9月      | 区歌                                            | 区歌                                            | 2016年1月に4番を追加                                  |

## 政令指定都市の区歌
政令指定都市の行政区では市歌が一般的に歌われるが、以下に挙げるように一部の行政区では独自の区歌や区民音頭を制定する事例がみられる。全ての行政区で個別の区歌を制定している政令指定都市は存在しない。
- 札幌市厚別区「またここであいましょう」[7]
- 札幌市豊平区「とよひらの空に」[8]
- 横浜市磯子区「みんなのISOGO」
- 横浜市港北区「港北の空と丘」[9]
- 横浜市栄区「栄区賛歌 〜わが町に寄す〜」[10]
- 横浜市都筑区「夢のつづき」[11]
- 横浜市保土ケ谷区「わがまち、保土ケ谷」[12]
- 川崎市高津区「We Loveタカツ」 - 高津区民祭テーマソング

- 川崎市麻生区「輝いて麻生」
- 相模原市中央区「中央区の歌（イメージソング）」）[13]
- 名古屋市昭和区「好きです昭和区」[14]
- 名古屋市名東区「わがまち名東」[15]
- 大阪市旭区「旭区創設二十周年頌歌」[16]
- 大阪市生野区「生野区民の歌」[17]
- 堺市南区「みなみく・ダイスキ ダイスキ!」[18]
- 神戸市東灘区「梅が幸せもってくる」